# Central (balonmano)
En balonmano, el central es el jugador que se sitúa en la zona central del campo, en ataque entre los dos laterales. Son jugadores veloces e inteligentes, su función en ataque es dirigir el juego. Físicamente los centrales suelen ser jugadores menudos y de estatura media. Tienen gran capacidad para las asistencias y gran visión de juego, ya que es el cabecilla de las jugadas frente a las diferentes defensas que se pueda encontrar.
| Puestos   | Características |
| --------- | --- |
| Extremos  | Los extremos son jugadores veloces y con gran capacidad de salto, ya que su ángulo de lanzamiento es menor. Físicamente, los extremos son jugadores menudos y de estatura media. Suelen ser jugadores de finalización. |
| Laterales | Los laterales se sitúan a los lados del central. Estos jugadores dominan todo tipo de lanzamientos, que ayudados por su altura y potente lanzamiento, lanzan por encima de la defensa. Son jugadores asistentes y de finalización. |
| Central   | Es el jugador que se sitúa en la zona central del campo, en ataque entre los dos laterales. Son jugadores veloces e inteligentes, su función en ataque es dirigir el juego. Físicamente los centrales suelen ser jugadores menudos y de estatura media, esto no excluye que puedan ser grandes y altos . Tienen gran capacidad para las asistencias y gran visión de juego, ya que es el cabecilla de las jugadas frente a las diferentes defensas que se pueda encontrar. |
| Pivote    | Es el jugador que juega dentro y/o entre la defensa del equipo rival. Estos jugadores suelen ser bastante grandes y altos, su tamaño ayuda a hundir y formar espacios en la defensa para ayudar en el ataque a sus compañeros. Son jugadores de apoyo y finalización. |
| Portero   | Es el mayor defensa, posicionado en la portería este jugador evita que entren balones en esta. El portero es un jugador con grandes reflejos. Físicamente estos jugadores son altos y grandes. Jugador defensivo. |